# Cavendish (Vermont)
Cavendish es un pueblo ubicado en el condado de Windsor en el estado estadounidense de Vermont. En el año 2010 tenía una población de 1,367 habitantes y una densidad poblacional de 13 personas por km².

## Geografía
Cavendish se encuentra ubicado en las coordenadas 43°23′11″N 72°36′45″O / 43.38639, -72.61250.

## Demografía
Según la Oficina del Censo en 2000 los ingresos medios por hogar en la localidad eran de $34,727 y los ingresos medios por familia eran $41,591. Los hombres tenían unos ingresos medios de $30,223 frente a los $22,206 para las mujeres. La renta per cápita para la localidad era de $18,420. Alrededor del 6.3% de la población estaban por debajo del umbral de pobreza.